# Acraea biraca
Acraea biraca är en fjärilsart som beskrevs av Suffert 1904. Acraea biraca ingår i släktet Acraea och familjen praktfjärilar. Inga underarter finns listade i Catalogue of Life.